# Liste puerto-ricanischer Schriftsteller

## A
- Jack Agüeros (1934–2014), Dramatiker, Dichter und Übersetzer
- Ricardo Alegría (1921–2011)
- Miguel Algarín (* 1940), Dichter
- Manuel A. Alonso (1822–1889), Dichter und Journalist
- Francisco Arriví (1915–2007), Dramatiker

## B
- Iván Segarra Báez (* 1967), Dichter
- Manuel Barreto (* 1982), Romanautor
- Alejandrina Benitez de Gautier (1819–1879), Dichterin
- Maria Bibiana Benitez (1783–1873), Dramatiker und Dichter
- Giannina Braschi (* 1953), Dichterin, Spanglishe Romanautorin,
- Julia de Burgos (1914–1953), Dichterin

## C
- Mayra Calvani (* 1967), Fantasy-Autor
- Zenobia Camprubí (1887–1956), Dichterin
- Nemesio Canales (1878–1923), Essayist, Romanautor, und Dichter
- Jaime Carrero, Dichter und Dramatiker
- Andrés Castro Ríos (1942–2006)
- N. Humberto Cintrón, Romanautor
- Jesús Colón (1901–1974),
- Juan Antonio Corretjer (1908–1985), Dichter und Journalist
- Nicky Cruz (* 1938), Romanautor
- Mayrim Cruz Bernal, Dichterin

## D
- José Antonio Dávila (1898–1941), Dichter
- Virgilio Dávila (1869–1943), Dichter
- Abelardo Díaz Alfaro (1916–1999)
- Andrés Diaz Marrero (* 1940)
- Emilio Diaz Valcarcel (1929–2015), Romanautor
- José de Diego (1866–1918), Dichter und Politiker
- Caridad de la Luz (* 1977), genannt „La Bruja“, Dichterin und Schauspielerin

## E
- Elizam Escobar (* 1949), Dichter
- Martín Espada (* 1957), Dichter
- Sandra María Esteves (* 1948), Dichter

## F
- Carole Fernández, Romanautor
- Rosario Ferré (1938–2016), Dichterin und Essayistin
- José Angel Figueroa, Dichter
- Shaggy Flores (* 1973), Dichter, Schriftsteller,
- Isabelita Freire (1915–2005)

## G
- Edward Gallardo, Dramatiker
- Magali García Ramis (* 1946)
- José Gautier Benitez (1848–1880), Dichter
- José Antonio Giovanetti (* 1943), Dichter, Dramatiker
- José Emilio González (1918–1980)
- José Luis González (1926–1997), Romanautor, Kurzgeschichtenautor, Dramatiker

## H
- David Hernandez (* 1971), Dichter und Schriftsteller
- Victor Hernández Cruz (* 1949), Dichter
- Eugenio María de Hostos (1839–1903)

## L
- Lawrence La Fountain-Stokes (* 1968), Kurzgeschichtenautor
- Pedro Juan Labarthe, Romanautor
- Enrique Laguerre (1905–2005), Romanautor
- Clara Lair (1895–1973), Dichterin
- Tato Laviera (1951–2013), Dichter
- Georgina Lázaro, Dichterin
- Aurora Levins Morales (* 1954), Dichterin
- Vanesa Littlecrow
- Luis Llorens Torres (1876–1944), Dichter
- Alfredo Lopez, (* 1949), Kriminalautor etc.
- Luis López Nieves (* 1950), Romanautor
- Carmen Lugo Filippi (* 1940), Kurzgeschichtenautor

## M
- Manuel Manrique, Romanautor
- René Marqués (1919–1979), Dramatiker
- Antonio Martorell (* 1939)
- Julio Marzán, Dichter
- Francisco Matos Paoli (1915–2000), Dichter
- Concha Melendez (1895–1983), Dichter
- Jesús Papoleto Meléndez, Dichter
- Manuel Méndez Ballester (1909–2002)
- Rosario Morales (1930–2011), Dichter
- Luis Muñoz Marín (1898–1980), Dichter, Journalist, und Politiker
- Carmen de Miraflores, Romanautor
- Nicholasa Mohr (* 1938), Romanautor
- Mercedes Negron Muñoz (1895–1937), genannt „Clara Lair“, Dichter

## N
- Olga Nolla (1938–2001)

## O
- Judith Ortiz Cofer (* 1952), Essayist, Dichter und Romanautor

## P
- Luis Palés Matos (1898–1959), Dichter
- Vicente Palés Matos
- Pedro Pietri (1944–2004), Dichter, Dramatiker
- Miguel Piñero (1946–1988), Dramatiker
- George Pérez (1954–2022), Comicautor
- Carmen M. Pursifull (* 1930), Romanautor

## R
- Manuel Ramos Otero (1948–1990), Dichter
- Luis Rechani Agrait (1902–1997)
- Edward Rivera, Romanautor
- José Rivera (* 1955), Dramatiker,
- Oswaldo Rivera, Romanautor
- Abraham Rodríguez der Jüngere, Kurzgeschichtenautor
- Edgardo Rodríguez Juliá (* 1946), Essayist und Romanautor
- Leonardo Rodríguez (* 1966), Kurzgeschichtenautor
- Lola Rodríguez de Tió (1843–1924), Dichterin
- Richard Ruíz, Romanautor

## S
- Luis Rafael Sánchez (* 1936), Dramatiker
- Manuel San Miguel Griffo, Dichter,
- Manuel San Miguel Nazario, Dichter
- Esmeralda Santiago (* 1948), Romanautor
- Mayra Santos-Febres (* 1966), Dichter
- Pedro Juan Soto (1938–2002), Romanautor
- Clemente Soto Vélez (1905–1993), Dichter
- Clementina Souchet, Romanautor

## T
- Alejandro Tapia y Rivera (1826–1882), Dichter. „Vater der Puerto-ricanischen Literatur“
- Piri Thomas (1928–2011), Dichter und Romanautor
- Edwin Torres (* 1965), Dichter und Romanautor
- Diego de Torres Vargas (1590–1649)

## U
- Luz María Umpierre (* 1947), Dichter

## V
- Ana Lydia Vega (* 1946), Kurzgeschichtenautor
- Bernardo Vega, Romanautor
- Edgardo Vega (1936–2008), Romanautor
- José Luis Vega (* 1948), Dichter

## Z
- Manuel Zeno Gandía (1855–1930), Romanautor